# Cordula Hanns
Cordula Hanns (* 9. März 1986 in Eisenhüttenstadt) ist eine deutsche Schauspielerin, Sängerin und Videokünstlerin.

## Werdegang
2012 beendete sie ihre Ausbildung an der Berliner Schule für Schauspiel und nahm danach Unterricht im „Susan Batson Studio“ New York. Heute lebt sie vorrangig in Dresden und spielt unter anderem an den Landesbühnen Sachsen in Radebeul, im Societaetstheater, Theaterkahn Dresden und am Deutsch-Sorbischen Volkstheater Bautzen.
Während der COVID-19-Pandemie entwickelte sie ihre erste Multi-Screen-Installation „Point OFF Contact“, die im Sommer 2022 im Deutschen Hygiene-Museum ausgestellt wurde. Zwölf Röhrenfernseher zeigten 12 unterschiedliche, dramaturgisch synchronisierte Videos in einem 20 Minuten Loop. Im Fokus standen alleinstehende, hilfsbedürftige und depressive Personen während der Lockdowns und im Kontrast dazu die geschlossenen, sozialen Einrichtungen. Gefördert wurde das Projekt vom Amt für Kultur und Denkmalschutz Dresden.
Im Jahr 2019 hatte ihr Liederabend „Ich bin von dem Kunststück der Trick“ in Dresden Premiere. Sie ist seitdem in vielen Spielstätten Sachsens zu sehen, unter anderem im Travestie-Revue-Theater Carte Blanche.

## Stückauswahl
- Frau verschwindet, Julia Haenni, Societaetstheater Dresden
- Unterleuten, Romanadaption Juli Zeh, Rolle: Linda Franzen, Landesbühnen Sachsen
- Die Mitte der Welt, Romanadaption, Rollen: Dianne, Pascal, Annie, Regie: Manuel Schöbel, Landesbühnen Sachsen
- Die Orestie, nach Peter Stein, Rolle: Elektra, Regie: Mario Holetzeck, Deutsch-Sorbisches Volkstheater
- Wie im Himmel, nach Kay Pollack, Rolle: Lena, Landesbühnen Sachsen
- Fame, nach dem Film, Musical, Rolle: Grace Lamb, Regie: Peter Kube, Felsenbühne Rathen
- Winnetou, Romanadaption von Karl May, Rolle: Kliuna-Ai, Regie: Manuel Schöbel, Felsenbühne Rathen
- King Lear, William Shakespeare, Rollen: Cordelia, der Narr, Regie: Marcello Diaz, Landesbühnen Sachsen